# Mertensia lanceolata
Mertensia lanceolata är en strävbladig växtart som först beskrevs av Frederick Traugott Pursh, och fick sitt nu gällande namn av A. Dc. Mertensia lanceolata ingår i släktet fjärvor, och familjen strävbladiga växter.

## Underarter
Arten delas in i följande underarter:
- M. l. brachyloba
- M. l. coriacea
- M. l. secundorum

## Bildgalleri

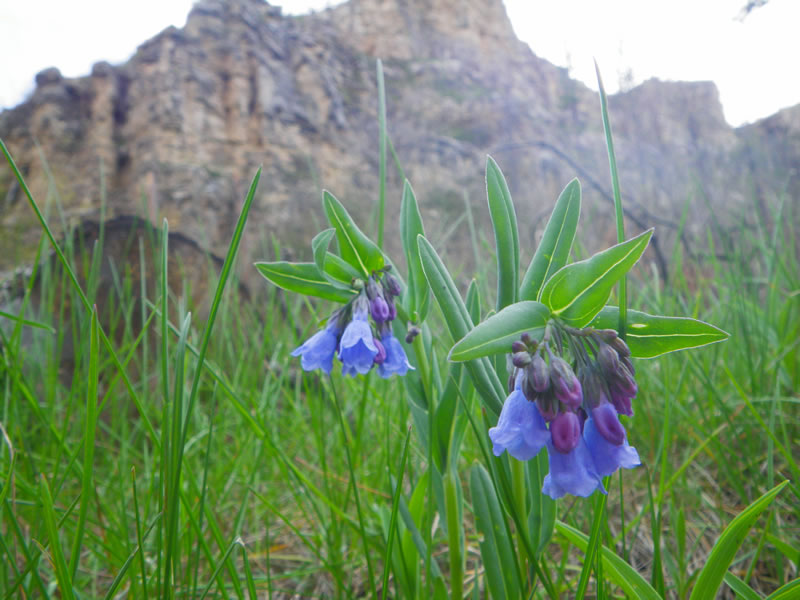
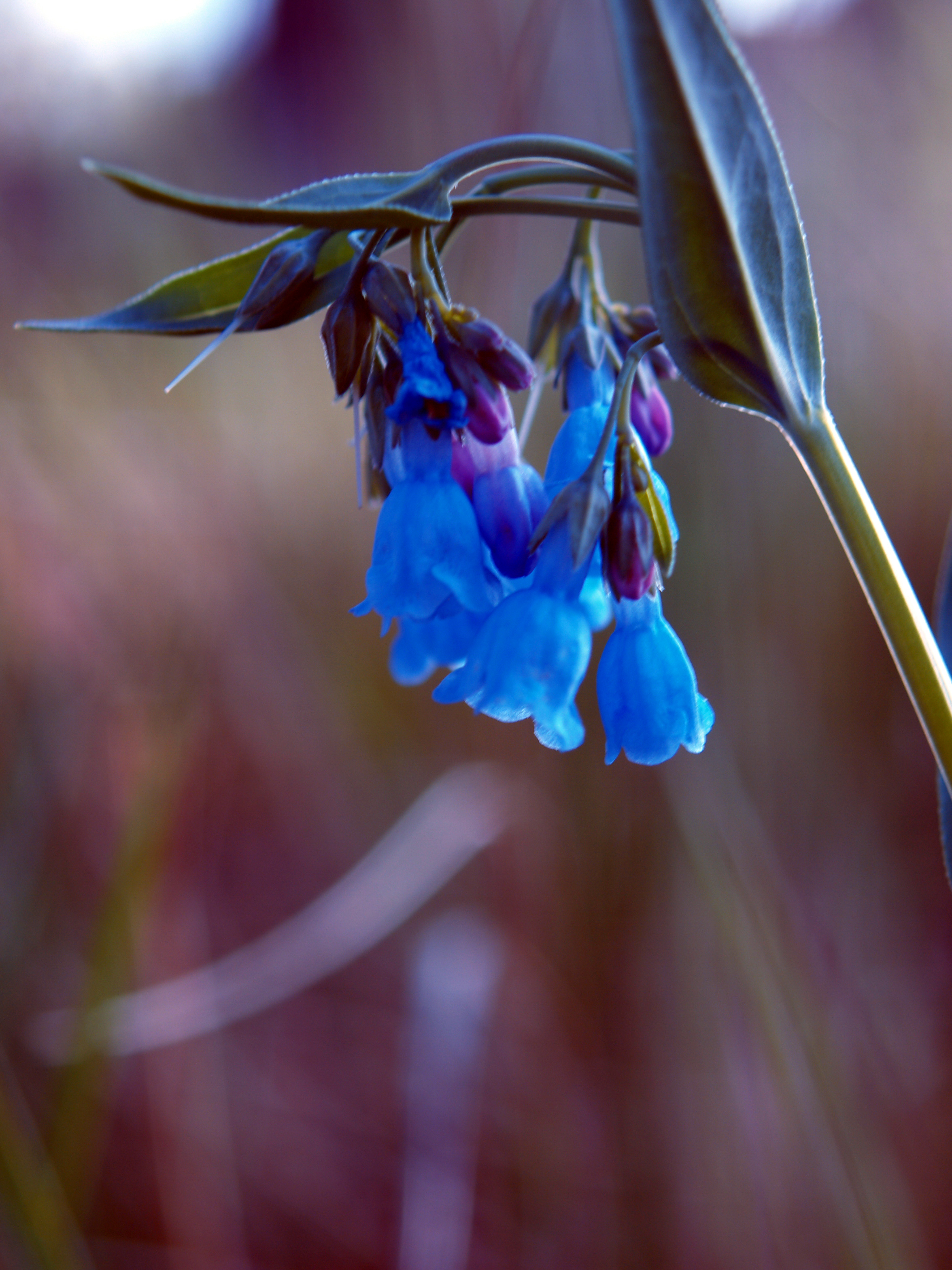